# Вулиця Мацієвича (Львів)
Вулиця Мацієвича – вулиця у Залізничному районі Львова, місцевість Левандівка. Прилучається до вулиці Повітряної, паралельно вулиці Олесницького. 
Від 1925 року називалась Чарнецького, від 1933 – Стеца, від 1946 – Алелюхіна, на честь радянського льотчика. Сучасна назва від 1991 року на честь українського пілота та інженера-конструктора Лева Мацієвича. Забудова – одноповерхова садибна.